# 罗玛·邓恩
罗玛·邓恩（英語：Roma Dunn，1943年3月9日—），澳大利亚女子草地滚球运动员。她曾代表澳大利亚参加2006年英联邦运动会草地滚球比赛，获得女子三人银牌。